# کاشتل (تیرشن‌رویت)
کاشتل (به آلمانی: Kastl) یک شهر در آلمان است که در Tirschenreuth واقع شده‌است.